# Pelourinho de Algodres
O Pelourinho de Algodres  situa-se na freguesia de Algodres, Município de Fornos de Algodres,  Distrito da Guarda, em Portugal.
Terá sido erguido após a concessão de foral a esta localidade por D. Manuel I em 1514.
Possui coluna octogonal com base quadrangular e capitel octogonal, delimitado por aneis com meias esferas sobre os quais assenta a gaiola, em forma de pirâmide invertida. Assente em seis degraus octogonais, o conjunto do pelourinho possui coluna de fuste octogonal com base quadrangular e capitel octogonal, delimitado por aneis decorados com meias esferas. Estes funcionam como base da gaiola, com forma de pirâmide invertida. O chapéu da gaiola, assenta sobre uma pequena coluna central e oito pequenas colunas terminadas em esfera e decoradas com aneis. O conjunto é rematado por um coruchéu.
O Pelourinho de Algodres está classificado como Imóvel de Interesse Público desde 1933.